# Куийн Крийк
Куийн Крийк (на английски: Queen Creek) е град в окръг Марикопа, щата Аризона, САЩ. Куийн Крийк е с население от 25 000 жители (2009) и обща площ от 66,8 km². Намира се на 428 m надморска височина. ZIP кодът му е 85127, 85142, а телефонният му код е 480.